# PROM
PROM er en forkortelse for Programmable Read-Only Memory, på dansk: Programmérbar hukommelse der kun kan læses. Begrebet dækker over en type integreret kredsløb; en art ROM-hukommelse der leveres "tom" for informationer, men som med enkle midler kan "fyldes" med data – men kun én gang; er en PROM først blevet "beskrevet" med data, kan man ikke "tømme" den og fylde noget andet indhold på i stedet.
Sådanne PROM-kredse var tidligere meget benyttet i computersystemer (navnlig små hobby- og hjemmecomputere i 1970'erne og 1980'erne), til at opbevare forskellige programmer og/eller data der skulle være permanent "indbygget" i systemet. I dag er de fortrængt af andre teknologier som OTP-ROM, Flash-lager med flere.

## Sådan virker en PROM
En PROM indeholder én serieforbindelse af en diode og en elektrisk sikring for hver bit "huske-kapacitet" kredsen skal rumme, alle sammen arrangeret i rækker og kolonner i en matrixkobling. Dertil kommer et logisk kredsløb til adressedekodning, så man med et fåtal af ydre tilledninger kan få adgang til samtlige bits i diodematricen.
I en fabriksny PROM-kreds er alle sikringerne intakte og kan lede elektrisk strøm, så samtlige bits i hukommelsen indeholder fra starten et binært 1-tal. Når der skal skrives data ind i PROM-kredsen, sker det ved at man efter tur sender en kraftig strøm gennem nogle af dioderne/sikringerne, med det resultat at sikringen brænder over, og derfor ikke længere kan lede strøm: Når man senere aflæser indholdet, vil de brændte sikringer optræde som binære nuller. Man omtaler ofte processen hvor en PROM får indlæst "indhold", som at brænde kredsen; et udtryk der har "bredt sig" til visse andre elektroniske hukommelsesformer, eksempelvis EPROM'er.

### Skrivning ad flere omgange
Som nævnt indledningsvis kan man "formelt" kun skrive data ind i en PROM-kreds én gang, men en mere præcis beskrivelse har man i at sammenligne PROM-kredsen med et stykke papir, hvorpå man kan skrive (med et "permanent" skriveredskab der ikke kan "viskes ud"): Man kan for eksempel vælge i første omgang at skrive på en del af papiret eller PROM-kredsens "pladskapacitet", og siden hen lave tilføjelser ad flere omgange.
Ikke uvæsentligt kan man også i en del tilfælde rette fejl man måtte have fundet i PROM'ens indhold efter indlæsningen af data, nemlig i de tilfælde hvor rettelsen/-erne udelukkende består i at ændre 1-taller til nuller; det kræver jo blot at man brænder yderligere en eller flere af de endnu intakte sikringer over.

## Fordele og ulemper
På plussiden tæller:
- Elektronik-konstruktører kan "fylde" deres egne programmer/data på PROM-kredse, uden adgang til egentlige faciliteter til chip-fremstilling, sådan som en "ægte" (maskeprogrammeret) ROM kræver.
- Da der kun skal bruges én diode og en sikring (i praksis blot "smalt stykke" på nogle af lederbanerne inde på selve siliciumchippen), er PROM-kredse enkle og derfor billige at fremstille. Sammenlign med statisk RAM, som kræver seks transistorer for hver bit.
- Det simple design gør endvidere PROM'er hurtige, med accesstider fra 35 til 60 nanosekunder.

Ulemperne er bl.a.:
- PROM'er er "engangs-produkter"; med undtagelse af føromtalte tilføjelser og "1-til-0"-rettelser har man kun én chance for at etablere det korrekte bit-mønster i en PROM.
- Ældre PROM'er havde et problem med "resterne" af de afbrændte sikringer, som i nogle tilfælde rev sig helt løs og "raslede" rundt på siliciumchippens overflade, med periodiske og tilfældige kortslutninger til følge.

## Historie
PROM-kredsen blev opfundet af Wen Tsing Chow, som svar på en henvendelse fra United States Air Force der ønskede en fleksibel og pålidelig måde at lagre positionsoplysninger for angrebsmål i computerne om bord på interkontinentale missiler. Den PROM-kreds som Chow udviklede blev brugt i Atlas E/F missiltypen, og patentet på Chows PROM blev hemmeligholdt i en årrække mens Atlas E/F stadig udgjorde "rygraden" i USA's missilslagstyrke.